# Samba (musik)

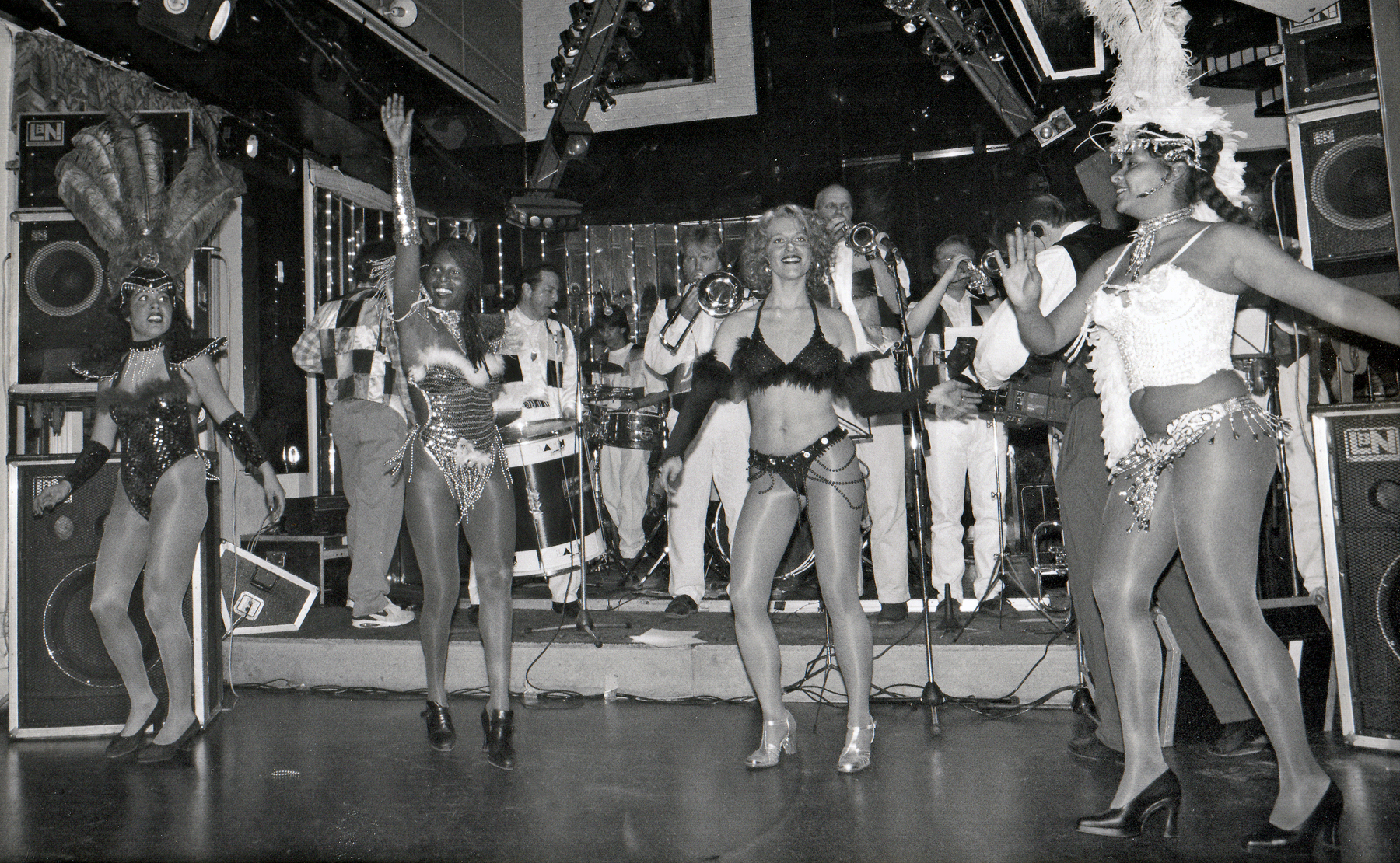
Sambaflickor uppträder till sambamusik på nattklubben Etage i Malmö 2001.

Samba är den mest berömda av de olika musikstilar i Brasilien som har afrikanska rötter. Namnet samba kommer troligtvis från angolanskans massemba – en religiös rytm.
Samba utvecklades som särskild musikstil i början av 1900-talet i Rio de Janeiro (då huvudstad i Brasilien) under starkt inflytande från inflyttade svarta från Bahia.

## Historia
"Pelo Telefone" (1917), av Donga och Mauro Almeida, betraktas allmänt som den första sambainspelningen. Dess stora succé förde samban utanför den svarta favelan. Vem som skapade musiken är osäkert men var troligtvis gruppen runt Tia Ciata, bland dem Pixinguinha och João da Bahiana.
Under 1930-talet, under ledning av Ismael Silva grundades i området kring Estácio de Sá den första sambaskolan, Deixa Falar. De förändrade stilen så att den bättre passade karnevalsparaden. Under detta årtionde ökade radion dess popularitet i Brasilien och med stöd av den nationalistiska diktatorn Getúlio Vargas, blev samban "officiell musik". 
Under de efterföljande åren har samban utvecklats I flera olika riktningar, från den milda samba-canção till de slagverksorkestrar som utgör karnevalsparaden. En av dessa nya stilar är bossa novan, skapade av i huvudsak den vita medelklassen. Den blev med åren alltmer populär med artister som João Gilberto och Antonio Carlos Jobim.
Under 60-talet var Brasilien politiskt delat och musiker som tillhörde vänsterkanten började uppmärksamma musik som gjordes i favelan. Många populära artister upptäcktes under denna tid som: Cartola, Nelson Cavaquinho, Velha Guarda da Portela, Zé Keti, och Clementina de Jesus. 
Under 70-talet kom samban åter att spelas i radion och artister som Martinho da Vila, Clara Nunes och Beth Carvalho dominerade hitlistorna.
I början av 80-talet efter att ha förpassats till en undergroundrörelse av stilar som disco och Brasiliansk rock, kom samban åter att hamna i rampljuset med den musikrörelse som skapades i Rio de Janeiros förorter. Det var pagode, en ny form av samba, med nya instrument som banjo och tan-tan, och ett nytt språk, mer populärt och fylld av slang. De mest populära namnen var Zeca Pagodinho, Almir Guineto, Grupo Fundo de Quintal, Jorge Aragão, och Jovelina Pérola Negra. 
Numera är samban en av de mest populära musikstilarna i Brasilien.